# Stilpnonotus cupripennis
Stilpnonotus cupripennis là một loài bọ cánh cứng trong họ Mycteridae. Loài này được Pascoe miêu tả khoa học năm 1860.